# Rebel Yell
Rebel Yell är Billy Idols andra soloalbum, släppt 1983. Albumet har bland annat sålt dubbelplatina i USA, och är Billy Idols mest sålda album. Låtarna "Rebel Yell", "Eyes Without a Face", "Flesh for Fantasy" blev hits i många länder. Låten "Catch My Fall" blev också en hit i flera länder. Det gjordes musikvideos till alla nämnda låtar.

## Låtlista
1. "Rebel Yell" – 4:45
2. "Daytime Drama" – 4:02
3. "Eyes Without a Face" – 4:58
4. "Blue Highway" – 5:05
5. "Flesh for Fantasy" – 4:37
6. "Catch My Fall" – 3:57
7. "Crank Call" – 3:56
8. "(Do Not) Stand in the Shadows" – 3:10
9. "The Dead Next Door" – 3:45